# Walt Whitman (acteur)
Pour les articles homonymes, voir Whitman et Walt Whitman (homonymie).
Walt Whitman (né en 1859 à Mont Lyon, dans l'État de New York et mort le 27 mars 1928 à Santa Monica, en Californie) est un acteur américain.

## Filmographie
- 1915 : The Mating de Raymond B. West : Révérend Phelps Willard
- 1916 : The Three Musketeers de Charles Swickard : Richelieu
- 1916 : Le Défenseur (The Sin Ye Do) de Walter Edwards : Thompson
- 1916 : The Criminal de Reginald Barker : juge au tribunal de police
- 1916 : The Honorable Algy de Raymond B. West : le vicaire de Hadleigh
- 1917 : Princess of the Dark de Charles Miller : James Herron
- 1917 : Paddy O'Hara (en) de Walter Edwards : le moine
- 1917 : Polly Ann de Charles Miller
- 1917 : La Route de l'honneur (The Dark Road) de Charles Miller : Sir John Constable
- 1917 : La Cité du désespoir (en) (The Desert Man) de William S. Hart : le vieux Burns
- 1917 : The Firefly of Tough Luck de E. Mason Hopper : "Tough Luck" Baxter
- 1917 : The Girl Glory de Roy William Neill : Jed Wharton
- 1917 : The Last of the Ingrahams de Walter Edwards : Israel Spence
- 1917 : The Millionaire Vagrant de Victor Schertzinger : le vieux libraire
- 1917 : The Regenerates de E. Mason Hopper : Mynderse Van Duyn
- 1917 : The Tar Heel Warrior de E. Mason Hopper : Colonel Dabney Mills
- 1917 : La Petite Châtelaine (Wee Lady Betty) de Charles Miller : O'Reilly
- 1918 : They're off de Roy William Neill : Juge Peterson
- 1918 : Captain of His Soul de Gilbert P. Hamilton : Ebenezer Boyce
- 1918 : Daughter Angele de William C. Dowlan : Anthony Brenton
- 1918 : Desert Law de Jack Conway
- 1918 : Everywoman's Husband de Gilbert P. Hamilton
- 1918 : False Ambition de Gilbert P. Hamilton : Mark Strong
- 1918 : His Enemy, the Law de Raymond Wells : Catherwood
- 1918 : The Hopper de Thomas N. Heffron : John Wilton
- 1918 : Old Hartwell's Cub de Thomas N. Heffron : Révérend David Lane
- 1918 : The Boss of the Lazy Y de Cliff Smith : Malcolm Clayton
- 1918 : The Last Rebel de Gilbert P. Hamilton : Colonel Batesford
- 1918 : The Price of Applause de Thomas N. Heffron : Professeur Arnold
- 1918 : Without Honor de E. Mason Hopper : Deacon Hanford
- 1918 : Pour L'Humanité (The Heart of Humanity) d'Allen Holubar : Père Michael
- 1919 : Destiny de R. S. Sturgeon : Thomas Burton
- 1919 : L'Enfer des villes (John Petticoats) de Lambert Hillyer : Juge Clay Emerson Meredith
- 1919 : Ceux que les dieux détruiront (Whom the Gods Would Destroy) de Frank Borzage
- 1919 : Pretty Smooth de R. S. Sturgeon : ancien prisonnier
- 1919 : The Cry of the Weak (en) de George Fitzmaurice : Juge Creighton
- 1919 : Two Men of Tinted Butte de Norman Dawn
- 1919 : When Bearcat Went Dry de Oliver L. Sellers : Joel Fulkerson
- 1920 : Dangerous Hours de Fred Niblo : Docteur King
- 1920 : Darling Mine de Larry Trimble : James McCarthy
- 1920 : Passion's Playground de J. A. Barry : Curé de Roquebrune
- 1920 : Le Signe de Zorro (The Mark of Zorro) de Fred Niblo : Frère Felipe
- 1921 : His Nibs de Gregory La Cava : le père
- 1921 : Mysterious Rider de Benjamin B. Hampton : Bellounds
- 1921 : The Girl from God's Country de Nell Shipman : le vieil inventeur
- 1921 : The Home Stretch de Jack Nelson : Warren
- 1921 : The New Disciple de Oliver L. Sellers : Sandy McPherson
- 1922 : A Question of Honor d'Edwin Carewe : Sheb
- 1922 : The Girl From Rocky Point de Fred Becker : le diable
- 1922 : The Fire Bride d'Arthur Rosson : Capitaine Markham
- 1922 : Le Train rouge (Hearts Aflame) de Reginald Barker : Charley Stump
- 1923 : Le Petit Prince (Long Live the King) de Victor Schertzinger : le chancelier
- 1923 : The Grub Stake de Bert Van Tuyle : le skipper
- 1923 : The Love Letter de King Baggot : Révérend Halloway
- 1923 : Wasted Lives de Clarence Geldart : Noah Redstone
- 1924 : Missing Daughters de William H. Clifford : le ramasseur d'épaves